# Cal Caus Petit (Sanaüja)
Cal Caus Petit és un edifici del municipi de Sanaüja (Segarra) que forma part de l'Inventari del Patrimoni Arquitectònic de Catalunya.

## Descripció

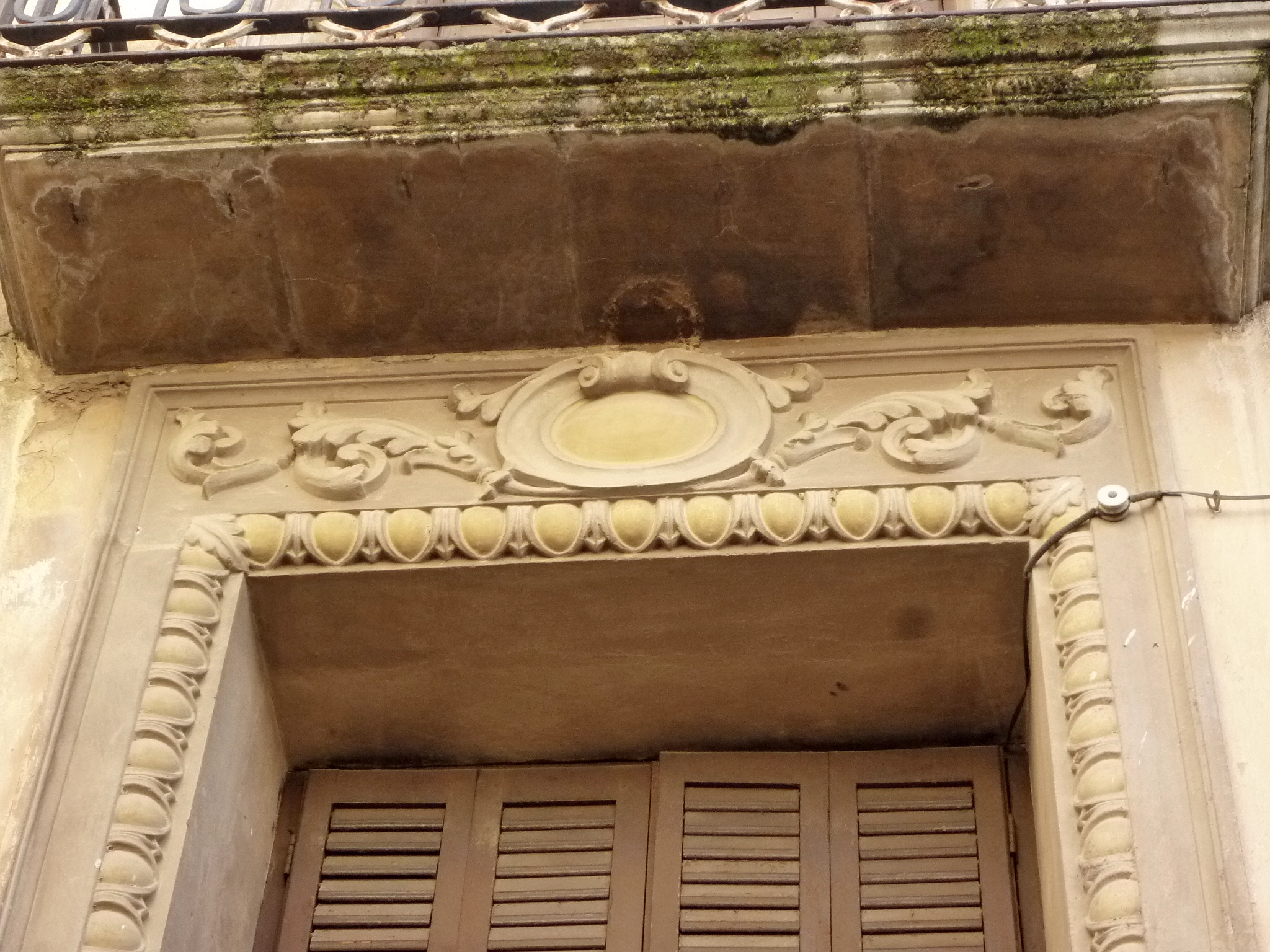
Detall de les motllures

És un habitatge unifamiliar, situat dins del nucli urbà, entre mitgeres de cases, i obert al carrer Morè de Sanaüja. L'edifici se'ns presenta de planta rectangular, distribuït a partir de planta baixa, primer i segon pis, ràfec de maó i teula, i coberta exterior a doble vessant. A la planta baixa trobem dues portes d'ingrés a l'habitatge. Per damunt se situa una cornisa de pedra motllurada per separar ambdós pisos superiors. Aquests dos pisos respectivament, presenten dues obertures motllurades emmarcades amb motius vegetals, i disposant un fris motllurat, també amb motius vegetals, amb presència d'un medalló central.
El primer pis presenta un balcó corregut amb dues obertures, decorades com ja hem explicat; i el segon pis, ens mostra dos balcons d'una obertura, també decorats com ja hem explicat més amunt. Destaquem també, la disposició de pilastres acanalades sobre podi, situades a cada extrem de la façana, a partir del primer pis. Finalment corona aquesta façana una cornisa dentada. L'edifici presenta un parament d'obra arrebossat i pintat, amb decoració motllurada en pedra i treball de forja. La coberta exterior està realitzada amb teula àrab.

## Història
Originàriament, aquest habitatge era del mateix propietari que Cal Caus, situat aquest últim a pocs metres d'aquest. A partir d'una donació testamentària va passar la propietat d'aquest habitatge a un familiar directe. Així doncs, tots dos habitatges prenen el mateix nom doncs corresponen a la mateixa família.